# Gorovje Cardamom
Gorovje Cardamom (kmersko ជួរភ្នំក្រវាញ, Chuŏr Phnum Krâvanh [cuə pʰnum krɑʋaːɲ]; tajsko ทิวเขาบรรทัด, Thio Khao Banthat [tʰīw kʰǎw bān.tʰát]) ali gorovje Krâvanh je gorovje na jugozahodu Kambodže in vzhodne Tajske. Večina območja je v Kambodži. 
Silhueta gorovja Cardamom se pojavi na deželnem pečatu province Trat na Tajskem.

## Lega in opis
Gorovje se razteza vzdolž osi jugovzhod-severozahod od province Chanthaburi na Tajskem in province Koh Kong v Kambodži v Tajskem zalivu do okrožja Veal Veang v provinci Pursat in se razteza proti jugovzhodu ob gorovju Dâmrei (Slon). Tajski del verige obsega močno erodirane in razpršene gorske fragmente, od katerih so najpomembnejše gore Khao Sa Bap, Khao Soi Dao in Chamao-Wong, vzhodno, severno in zahodno od Chanthaburija.
Na mokrih zahodnih pobočjih prevladuje gost tropski deževni gozd, ki letno prejme od 3800 do 5000 mm padavin. Nasprotno pa le 1000 do 1500 mm pade na gozdnata vzhodna pobočja v padavinski senci, ki gleda na notranjo kamboško nižino, kot je narodni park Kirirom. Večina gora je gosta divjina, skoraj brez človeškega prebivalstva ali dejavnosti, toda na vzhodnih pobočjih komercialno gojijo kardamom in črni poper, od preloma stoletja pa se je začelo več obsežnih gradbenih projektov.

## Vrhovi
Najvišja vzpetina gorovja Cardamom je Phnom Aural na severovzhodu na 1813 m. To je tudi najvišji vrh Kambodže.
Drugi pomembni vrhovi v kamboških delih so:
- Phnom Samkos (1717 m
- Phnom Tumpor 1516 m
- Phnom Kmoch 1220 m

Na Tajskem so najvidnejši vrhovi na Tajskem:
- Khao Sa Bap 673 m
- Khao Soi Dao Tai 1675 m
- Khao Chamao 1024 m

## Zgodovina
V gorah je veliko zgodovinskih najdišč iz 15. do 17. stoletja, ki vsebujejo 60 cm eksotične keramične vrče in grobo obdelane krste iz hlodov, postavljene na oddaljenih naravnih skalnih policah, raztresenih po gorah. Pokopi v posodah so edinstvena značilnost te regije in tvorijo doslej nezabeleženo pogrebno prakso v kmerski kulturni zgodovini. Lokalne legende kažejo, da so kosti ostanki kamboške kraljevine. Skupaj s temi pokopi v posodah so arheologi odkrili različne materialne dokaze, povezane z ostanki, kot so steklene kroglice različnih barv in sestave. Te steklene kroglice, ki so bile običajen izdelek v pomorski trgovini med bližnjimi državami, so najverjetneje pridobile skupnosti gorovja Cardamom s trgovanjem z gozdnimi proizvodi, kot sta les in smola, do katerih so imele dostop.
Edinstvena kamnita jama, znana kot Kanam, prikazuje starodavne risbe slonov, jezdecev slonov, jelene in divje krave (ali bivole) z rdečo oker barvo. Najdišče je v vzhodnem delu Cardamomov v bližini mesta Kravanh (provinca Pursat). Cardamomi so dom ene največjih zaščitenih populacij divjih slonov v jugovzhodni Aziji. Človeški jezdeci morda predstavljajo dejavnosti lovljenja in treniranja slonov - glavna kulturna tradicija med različnimi etničnimi skupinami na tem območju do 1970-ih. Režim Rdečih Kmerov je zdesetkal tradicije, strokovnjake in populacije slonov.
Jama in poslikave so morda igrale pomembno vlogo pri ritualih in magiji, ki so se uporabljali za pomiritev prednikov in duhov, za zaščito (ujetje slona je zelo nevarno), prinašajo srečo in posredujejo specializirano znanje (poučevanje/usposabljanje).
Nekatere slike so lahko različne vrste divjih krav ali bivolov. Težko je ločiti možno kravo od morebitne upodobitve jelena zaradi preprostega stila silhuete. Vendar so kravje kože izjemno pomembne za jermenje, vrvi, zanke in opremo za lovljenje slonov. Lokalni mojstri slonov so trdili, da je s temi zelo kritičnimi predmeti povezanih več ritualov in magije kot z vsemi drugimi, povezanimi z lovljenjem slonov. Tako bi lahko pričakovali predstavitev divje krave ali bivola.
Velika zastopanost jelenov je morda povezana z množično trgovino z jelenovimi kožami na Japonsko v 15.–17. stoletju. Tajvanska populacija jelenov je bila skoraj izničena zaradi nenasitnega povpraševanja po samurajskih oklepih in japonskih dodatkih iz jelenje kože. Nabava jelenove kože se je preselila v Kambodžo in na Tajsko. Ko se je populacija jelenov zmanjšala, so se tudi lokalni lovci morda zatekli k večjim naložbam v magijo in rituale, da bi poiskali pomoč od prednikov in duhov, da bi povečali srečo. Slike naj bi izvirale iz poznega angkorskega obdobja v post-angkorsko obdobje (sočasno s pokopi v posodah, ki so jih morda ustvarile in uporabljale iste etnične skupine). Najdišče morda izvira že iz obdobja Funan (1.–6. stoletje), ko je bila praksa lovljenja, urjenja in trgovanja z živimi sloni prvič zgodovinsko opažena (misija je bila poslana na Kitajsko leta 357 našega štetja z izurjenimi sloni kot del darilna darila cesarju Muju iz dinastije Jin). Ni znano, ali je pred obdobjem Funan obstajal lov, urjenje in uporaba slonov za delo, prestiž in vojskovanje ali ne. Možno je, da je bila praksa, tehnologija in znanje pridobljeno z južnoazijskim vplivom v zgodnjem 1. tisočletju našega štetja.
Te slike pomagajo pri razumevanju ekološke zgodovine. Lokalne etnične skupine so lahko vzdrževale, vzdrževale in spodbujale populacijo slonov skozi nekoliko simbiotični odnos do 20. stoletja. Vendar so bili jeleni in divje krave/bivoli morda lovljeni do skorajšnjega izumrtja v 15. do 17. stoletju. Starejši jelen, muntjak, sambar, gaur, kouprej in banteng so bili v preteklosti verjetno veliko bolj razširjeni.

## Staroselci
Del gora je dom domorodnih prebivalcev, vključno s Chhong na Tajskem in v Kambodži in etničnim Por (ali Pear) v provinci Pursat v Kambodži. Vsi pripadajo skupini, znani kot ljudstva Pearic. V Kambodži se domorodci imenujejo Khmer Loeu.

## Rdeči Kmeri
To pretežno nedostopno gorovje je tvorilo eno zadnjih utrdb Rdečih Kmerov, ki so jih vietnamske sile pregnale med kamboško-vietnamsko vojno. Tajska meja na zahodu je delovala kot kanal za kitajsko podporo in sčasoma zatočišče za bežeče kmerske borce in begunce.

## Sodoben razvoj
Nedostopnost hribov je pripomogla tudi k ohranitvi pragozda in ekosistemov tega območja relativno nedotaknjenih. Leta 2002 pa je bila južno od Cardamomov, ob obali, dokončana čezmejna avtocesta do Tajske. Avtocesta je razdrobila habitate za velike sesalce, kot so sloni, velike mačke in opice. Avtocesta se je odprla tudi za kmetijske projekte posek in sežig ter oportunistični divji lov na ogrožene živali, kar vse niža naravno vrednost in gozdne ekosisteme.
Turizem je relativno nov v gorovju Cardamom. Leta 2008 je Wildlife Alliance uvedla program ekoturizma v skupnosti v vasi Chi-Phat, ki se trži kot »vrata do kardamomov«. Turistični obiskovalci Chi-Phata še naprej rastejo in skupnost velja za model ekoturizma, ki temelji na skupnosti, s približno 3000 obiskovalci letno, ki lokalni skupnosti ustvarijo več kot 150.000 USD.
Mednarodne naravovarstvene organizacije, ki delujejo na tem območju, vključujejo Wildlife Alliance, Conservation International in Fauna and Flora International. Leta 2016 so bila južna pobočja gorovja Cardamom imenovana za nov narodni park; narodni park Južni Cardamom. Vendar se zdi, da se divji nezakoniti lov kljub temu nadaljuje.

## Ekologija
Te razmeroma izolirane gore so del ekoregije deževnih gozdov, pomembne ekoregije večinoma tropskih vlažnih širokolistnih gozdov. Ker je eden največjih in še večinoma neraziskanih gozdov v jugovzhodni Aziji, je od drugih deževnih gozdov v regiji ločen z veliko planoto Khorat na severu. Zaradi teh razlogov je ekoregija dom več endemičnih vrst in je zatočišče za vrste, ki so bile zdesetkane ali ogrožene drugje. Vietnamski otok Phú Quốc ob obali Kambodže ima podobno vegetacijo in je vključen v ekoregijo.
Večina ekoregije je pokrita z zimzelenim deževnim gozdom, vendar z več različnimi habitati. Nad 700 metri prevladuje poseben gost zimzeleni gozdni tip, na južnih pobočjih gorovja Dâmrei pa rastejo gozdovi pritlikavih iglavcev Dacrydium elatum. Na planoti Kirirom je gozd borovcev Tenasserim (Pinus latteri). Severni del gorovja Cardamom je dom najjužnejših naravnih habitatov breze (vrsta jelšasta breza - Betula alnoides). Hopea pierrei, ogroženo krošnjasto drevo, ki je drugje redko, je tukaj razmeroma pogosto. Druge vrste kritosemenk so Anisoptera costata, Anisoptera glabra, Dipterocarpus costatus, Hopea odorata, Shorea hypochra, Caryota urens in Oncosperma tigillarium. Drugi iglavci so Pinus kesiya, Dacrycarpus imbricatus, Podocarpus neriifolius, P. pilgeri in Nageia wallichiana.

### Živalstvo
Zdi se, da sta vlažno podnebje in nemotena narava skalnatih gorskih pobočij omogočila uspevanje bogate raznolikosti divjih živali, čeprav sta gorovji Cardamom in Dâmrei slabo raziskani, divje živali, za katere se domneva, da so tu, pa je treba še katalogizirati. Domnevajo, da so dom več kot 100 sesalcem, kot sta velika indijska cibetovka (Viverra zibetha) in govedo banteng (Bos javanicus) in kar je najpomembneje, gore naj bi dajale zatočišče vsaj 62 svetovno ogroženim živalskim vrstam in 17 globalno ogroženim drevesom, od katerih so mnoga endemična za Kambodžo. Med živalmi je štirinajst ogroženih vrst sesalcev, vključno z največjo populacijo indijskih slonov v Kambodži in morda celotnem Indokitajskem polotoku, čeprav je to še treba dokazati. Drugi sesalci, od katerih so številni ogroženi, so: indokitajski tiger, dimasti leopard (Pardofelis nebulosa), rdeči volk (Cuon alpinus), gaur (Bos gaurus), banteng (Bos javanicus), sporni kting voar (Pseudonovibos spiralis), malajski sončni medved, gibon vrste Hylobates pileatus, sumatrski serov (Capricornis sumatraensis), sundski luskavec in belotrebuša podgana Tenasserim. Obstaja vsaj 34 vrst dvoživk, od katerih so tri opisane kot nove vrste za znanost od tukaj.
V rekah živijo iravadski delfin (Orcaella brevirostris’’) in grbasti delfini (Steno lentiginosus) ter so dom nekaterih zadnjih populacij na Zemlji zelo redkih siamskih krokodilov (Crocodylus siamensis) in edine skoraj izumrle severne rečne sklednice (Batagur baska) ali kraljeve želve, ki je ostala v Kambodži. Medtem ko so gozdovi habitat za več kot 450 vrst ptic, polovico od vseh v Kambodži, od tega štiri, kostanjeva jerebica, Lewisov srebrni fazan (Lophura nycthemera lewisi), zeleni pav (Pavo muticus) in siamska jerebica (Arborophila diversa) so endemične za te gore. Raziskava plazilcev in dvoživk, ki sta jo junija 2007 vodila dr. Lee Grismer z Univerze La Sierra v Riversideu v Kaliforniji, ZDA in naravovarstvena organizacija Fauna and Flora International, je odkrila nove vrste, kot je novi gekon Cnemaspis, C. neangthyi.
- Malajski sončni medved je bil prej veliko bolj razširjen v jugovzhodni Aziji
- Lewisov srebrni fazan
- Ranljivi indo-pacifiški grbasti delfin je tukaj
- Kuščarji. Flowerjeva dolgoglava kuščarica (pseudocalotes floweri), endemična vrsta za to regijo
- Kače. Tukaj Voglov jamičar (trimeresurus vogeli)
- Vlažne razmere deževnih gozdov podpirajo številne vrste dvoživk. (polypedates megacephalus, pegasta drevesna žaba)

### Zavarovana območja
Z ustanovitvijo narodnega parka Južni Cardamom maja 2016 je skoraj vse gorovje Cardamom zdaj pod neko obliko zaščite na visoki ravni, večinoma območje narodnega parka in zavetišča za divje živali. Raven aktivne zaščite je bila kritizirana.
Človeška populacija gorovja Cardamom je, čeprav zelo majhna, izjemno revna. Grožnje ekološki stabilnosti in biološki raznovrstnosti regije vključujejo nezakonit divji lov na prostoživeče živali, uničevanje habitatov zaradi nezakonite sečnje, gradbenih in infrastrukturnih projektov, posek nasadov, rudarskih projektov in gozdnih požarov, ki jih povzroča poljedelstvo. Medtem ko so kamboški gozdovi v gorovju Cardamom precej nedotaknjeni, je del na Tajskem močno prizadet.
Zavarovana območja v gorovju Cardamom so:
Kambodža
- Narodni park Centralno gorovje Cardamom
- Narodni park Južni Cardamom
- Narodni park Botum-Sakor
- Narodni park Kirirom
- Narodni park Preah Monivong (alias Narodni park Bokor)
- Zavetišče za divje živali Phnom Samkos
- Zavetišče za divje živali Phnom Aural
- Zavetišče za divje živali Tatai
- Zavetišče za divje živali Peam Krasop
- Večnamensko območje Samlaut

 Tajska
- Narodni park Namtok Khlong Kaeo
- Narodni park Namtok Phlio
- Narodni park Khao Khitchakut
- Narodni park Khao Chamao-Khao Wong
- Zavetišče za divje živali Khao Soi Dao
- Zavetišče za divje živali Klong Kruewai Chalerm Prakiat
- Zavetišče za divje živali Khao Ang Rue Nai.

### Grožnje
Floro, favno in ekosisteme gorovja Cardamom ogrožajo veliki gradbeni in infrastrukturni projekti, rudarjenje, nezakonita sečnja ter oportunistični lov in krivolov.
Kljub zelo visoki stopnji varstvenega statusa sta bila dejanska zaščita ohranitvenih območij in izvajanje zakonodaje zelo slabi. Kršitve zaščitnih zakonov so se dogajale na vseh ravneh, od oportunističnih domačinov in lokalnih podjetnikov do vladnih institucij, tujih podjetij in mednarodnih kriminalnih združb. V poznih 2010-ih so mednarodne naravovarstvene organizacije in ZN sodelovali s kamboško vlado, da bi zaustavili številne načrtovane gradbene projekte in poseke na zaščitenih območjih. Leta 2016 je kamboška vlada vzpostavila sodelovanje z mednarodnimi naravovarstvenimi organizacijami, da bi povečala patruljiranje na terenu in dejanske storitve nadzornikov v parku, zgradila več štabov nadzornikov in najela oboroženo osebje s pravico aretacije. To bi lahko pomenilo spremembo destruktivnih trendov, vsaj kar zadeva vladne odgovornosti.

## Turizem
Gorovje Cardamom je turistična destinacija v vzponu.
Vas Chi Phat izvaja projekt ekološkega turizma v skupnosti s podporo nevladne organizacije za ohranjanje Wildlife Alliance. Vaščani, ki so bili prej odvisni od sečnje in lovske dejavnosti, zdaj ustvarjajo trajnostni dohodek z bivanjem v družini, večdnevnimi vodenimi pohodi do naravnih in kulturnih znamenitosti, izleti z gorskimi kolesi, čolni in opazovanjem ptic.
Postaja za izpust divjih živali v provinci Koh Kong je mesto za izpust živali, ki jih je nevladna organizacija Wildlife Alliance rešila pred nezakonito trgovino s prosto živečimi živalmi v Kambodži. Med številnimi vrstami, ki so bile izpuščene na kraju samem, so binturong, divje svinje, luskavci, cibetke, makaki in vrsta ptic. Postaja je bila odprta za turiste decembra 2013, gostom pa je ponudila vpogled v delovanje mesta za rehabilitacijo in izpustitev prostoživečih živali, medtem ko so bivali v džungelskih brunaricah in uživali v kamboški gostoljubnosti. Ponujene dejavnosti lahko vključujejo hranjenje domačih prostoživečih živali, pohodništvo po džungli, radijsko sledenje in nastavitev kamer za nadzor izpuščenih prostoživečih živali.
Reševanje divjih živali (WAR Adventures Cambodia) organizira tudi široko paleto aktivnosti v globoki džungli od družinskega trekinga do hardcore pustolovščine RAID, orientacije v džungli in tečaja usposabljanja za preživetje, celo tečaja sledenja živalim in ljudem, vse v regiji Sre Ambel v Jugozahodno od gorovja Cardamom.
- Slikovita narava
- Kamp v narodnem parku Khao Khitchakut na Tajskem
- Kamp v narodnem parku Kirirom v Kambodži
- Slapovi v tajskem delu gora so priljubljene destinacije